# Torre de Figueroles
La Torre de Figueroles és una obra de Fontcoberta (Pla de l'Estany) inclosa a l'Inventari del Patrimoni Arquitectònic de Catalunya.

## Descripció
És un edifici construït al voltant d'una torre quadrangular, amb coberta a quatre aigües amb finestres a la part superior avui tapiades. El cos principal s'orienta des de la façana principal on hi ha l'accés cap al nord, amb el carener seguint l'eix nord-sud. Adossat a aquest, al sector de llevant, s'incorpora un segon cos seguint el vessant de llevant del primer, aquest connecta amb la pallissa al sud-est. L'edifici té planta baixa i una planta pis, sobre aquesta hi ha unes golfes. La torre surt una planta més.
Destaca el pati d'accés, en el que s'obre una terrassa a ponent, la porta dovellada de l'entrada, la pallissa amb una notable arc de punt de rodó i de pedra, així com la finestra que s'obre a ponent.

## Història
La Torre de Figueroles se suposa que és l'edifici actual que va succeir a una primitiva vil·la "Figueroles", datada del 917. Els seus propietaris ostentaven el cognom Figueroles. La construcció actual és bàsicament del segle xvii.